# Šurjan
Šurjan (cyr. Шурјан) – wieś w Serbii, w Wojwodinie, w okręgu środkowobanackim, w gminie Sečanj. W 2011 roku liczyła 253 mieszkańców.